# 22-га флотилія підводних човнів Крігсмаріне
22-га флотилія підводних човнів крігсмаріне — підрозділ військово-морського флоту Третього Рейху.

## Історія
22-га флотилія була створена в січні 1941 року в Готенгафені як навчальна база для тренувань 2-ї навчальної дивізії підводників. Командувачем флотилії став корветтен-капітан Вільгельм Амброзіус. Шість човнів типу II деякий час вважалися боєготовими і брали участь у бойових діях у Балтійському морі, потопивши три радянські підводні човни (М-78, М-94 та М-101), але і самі зазнали втрат: у серпні 1941 року U-144 був потоплений радянським Щ-307.
На початку 1945 року флотилія перебазувалася у Вільгельмсгафен, де і була розформована в травні, після закінчення війни.

## Склад
До складу 22-ї флотилії в різні роки входили 47 підводних човнів:
| Тип     | Кількість | Представники |
| ------- | --------- | --- |
| IIB     | 6         | U-8, U-11, U-14, U-17, U-18, U-19 |
| IIC     | 4         | U-56, U-57, U-58, U-59 |
| IID     | 12        | U-137, U-138, U-139, U-140, U-142, U-143, U-144, U-145, U-146, U-147, U-149, U-150                                                        |
| VIIA    | 2         | U-28, U-30 |
| VIIC    | 20        | U-71, U-78, U-96, U-235, U-239, U-316, U-339, U-349, U-350, U-351, U-369, U-552, U-554, U-555, U-560, U-717, U-721, U-924, U-1197, U-1198 |
| VIIC/41 | 2         | U-1103, U-1167 |
| IX      | 1         | U-37 |

## Командири
| Час                        | Командуючий флотилією                 |
| -------------------------- | ------------------------------------- |
| Січень 1941 — січень 1944  | корветтен-капітан Вільгельм Амброзіус |
| Січень 1944 — липень 1944  | корветтен-капітан Вольфганг Лют       |
| Липень 1944 — травень 1945 | корветтен-капітан Генріх Бляйхродт    |